# Sebastian Nerz
Sebastian Matthias Nerz (13. juli 1983 i Reutlingen) er en tysk politiker og formand for Piratenpartei Deutschland.
Han studerede biodatalogi på Eberhard Karls Universität Tübingen.